# Ingo Borkowski
Pour les articles homonymes, voir Borkowski.
Ingo Borkowski est un skipper allemand né le 2 octobre 1971 à Potsdam.

## Carrière
Ingo Borkowski obtient une médaille d'argent olympique de voile en classe Soling aux Jeux olympiques d'été de 2000 de Sydney.